# 三光院 (常滑市)
三光院（さんこういん）は、愛知県常滑市にある時宗の寺院。山号は松尾山。本尊は聖観世音菩薩。

## 由緒
正和3年（1314年）、小倉山蓮台寺十七坊の一院として創建された。蓮台寺の鬼門除けの役割を担い、阿弥陀如来・聖観音・不動明王を安置したことにより、三光院と称したという。領主であった一色氏や佐治氏によって庇護されたが、慶長5年（1600年）、九鬼水軍の侵攻により焼失した。2012年（平成24年）には、本堂の老朽化により、親寺である蓮台寺の境内に移転した。境内には大野城初代城主である佐治宗貞の墓のほか、四代一成の妻お江が衣を掛けた松や開かずの門などがある。
　

## 文化財

##### 常滑市指定文化財
- 木造聖観音立像　平安後期

## ギャラリー

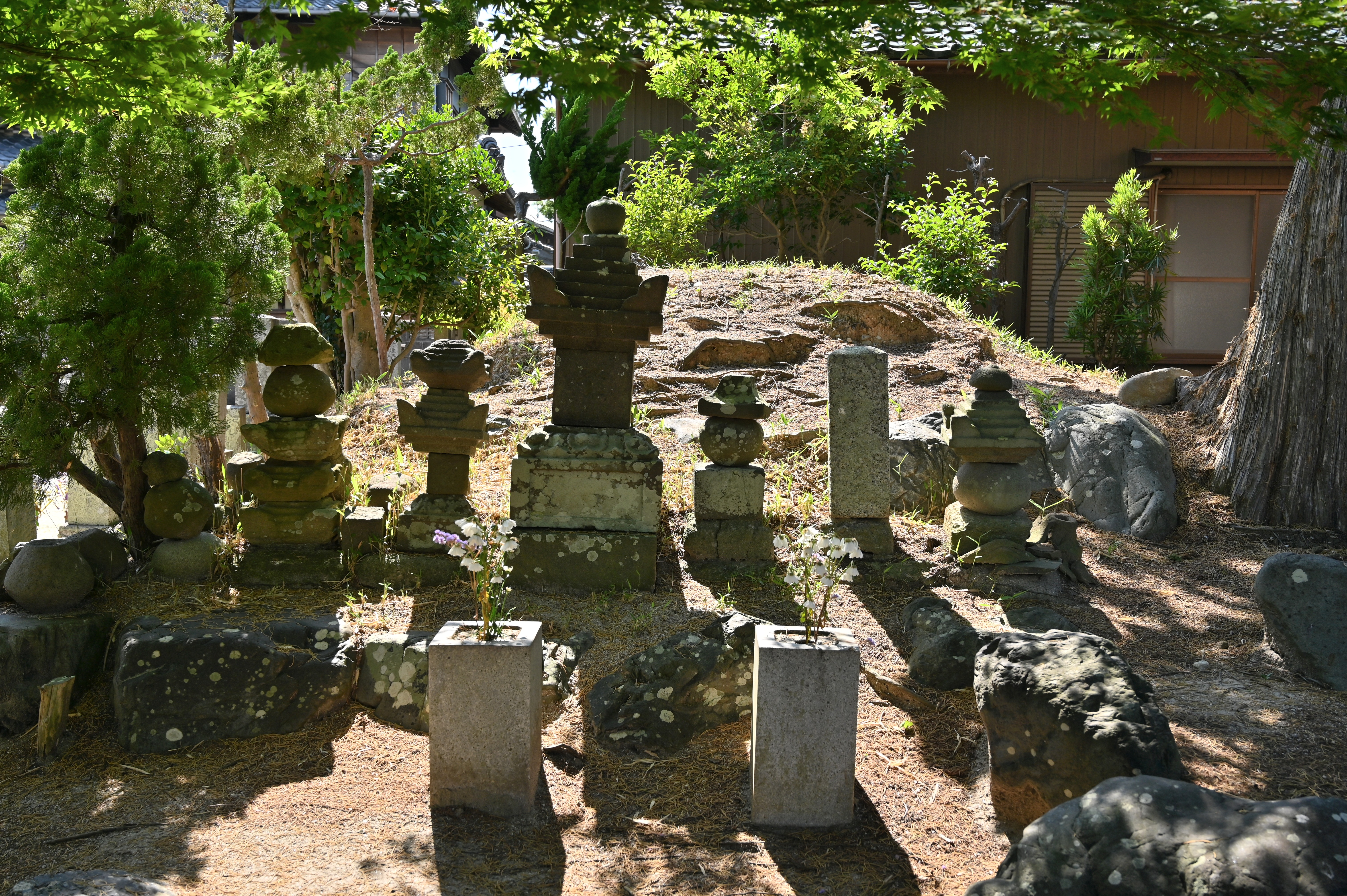
佐治宗貞の墓
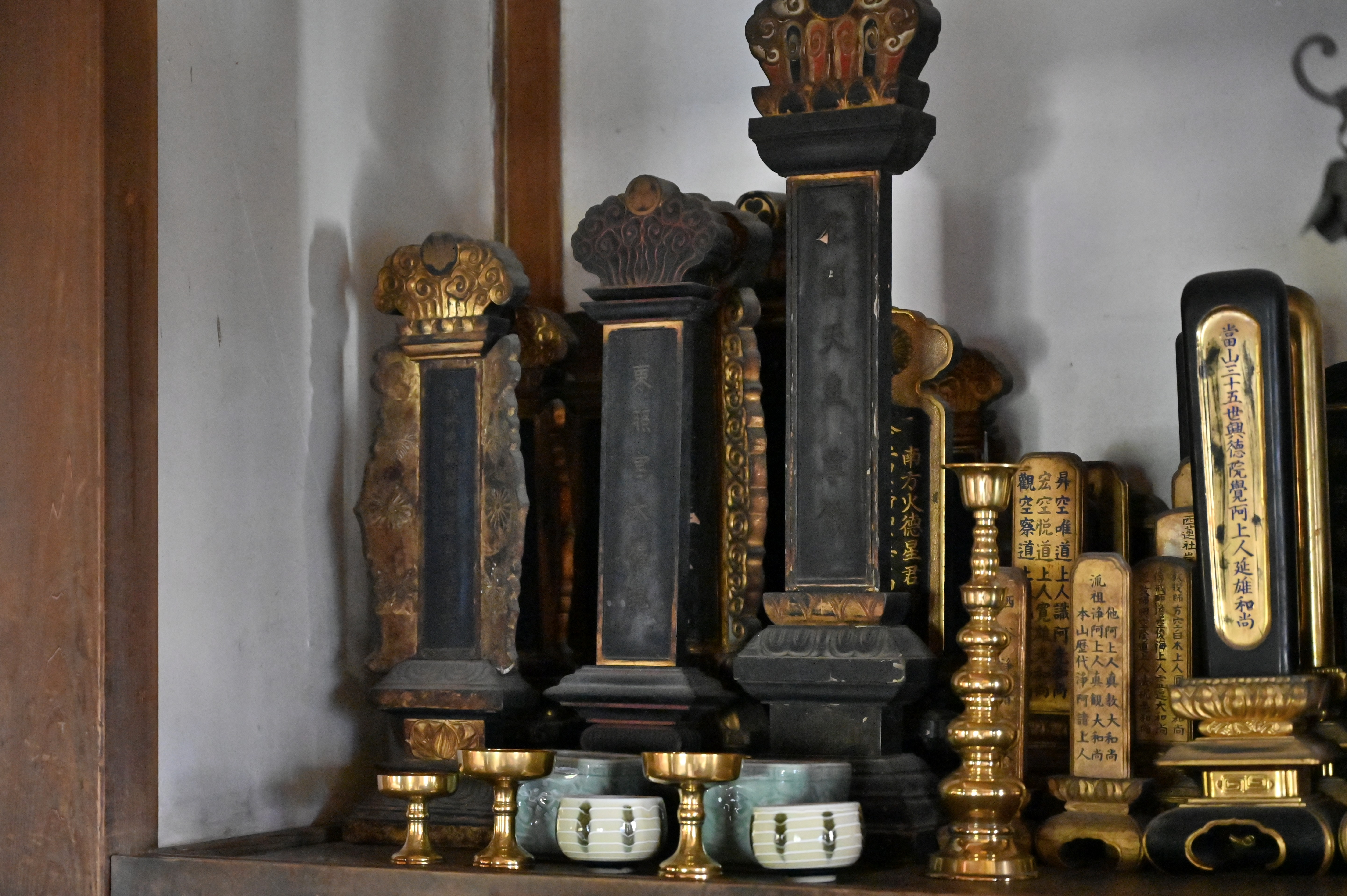
左から佐治宗貞・開基の一色道秀・開山を勅願した花園天皇の位牌